# EE-3 Jararaca

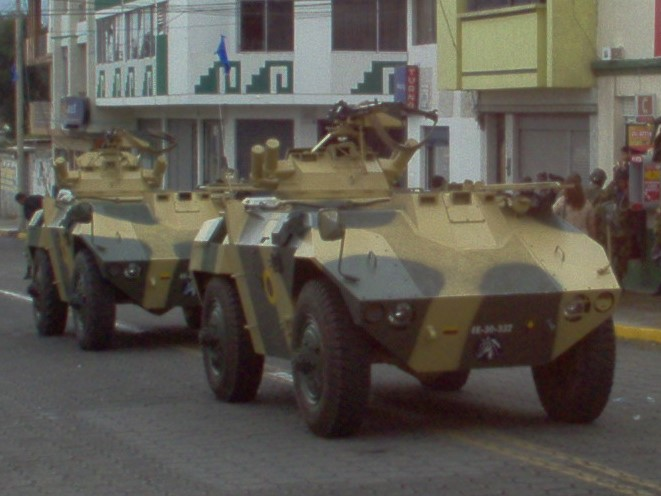
EE-3 Jararaca, fotografato in Ecuador

L'Engesa EE-3 Jararaca è una piccola autoblindo 4x4 brasiliana. Si tratta di un'evoluzione estremamente semplice dell'autoblindo inteso come mezzo ruotato da esplorazione e scorta protetto in modo leggero. La semplicità è alla base del concetto che guidò i progettisti brasiliani dell'Engesa. L'EE-3 fa parte della famiglia a cui appartiene l'EE-9 Cascavel e il trasporto truppa EE-11 Urutu, e ha delle componenti in comune con loro. Il mezzo pesa meno di 6t e fu realizzato solo per l'esportazione. Lo si trova in servizio a Cipro, nel Gabon, in Tunisia e in Uruguay.Può essere armato con una mitragliatrice da 12,7mm in affusto esterno, con missili controcarro MILAN oppure con una piccola torretta con una mitragliatrice da 7,62mm.